# Населення Дніпра
Постійне населення Дніпра станом на 1 січня 2022 року налічувало 968 502 осіб. Серед міст України Дніпро посідає 4 місце за чисельністю населення.

## Історична динаміка
Історична динаміка чисельності населення Дніпра:
| рік  | населення |
| ---- | --------- |
| 1840 | 12 414    |
| 1863 | 19 900    |
| 1897 | 112 839   |
| 1914 | 211 100   |
| 1923 | 126 462   |
| 1926 | 187 570   |
| 1939 | 526 998   |
| 1959 | 661 547   |
| 1970 | 862 100   |
| 1979 | 1 066 016 |
| 1989 | 1 177 897 |
| 2001 | 1 065 008 |
| 2005 | 1 054 219 |
| 2010 | 1 011 177 |
| 2020 | 992 499   |

## Райони міста
| район                   | 1959    | 1970    | 1979      | 1989      | 2001      | 2008      |
| ----------------------- | ------- | ------- | --------- | --------- | --------- | --------- |
| Амур-Нижньодніпровський | 130262  | 141043  | 137712    | 168768    | 160572    | 151515    |
| Бабушкінський           | -       | -       | 146 507   | 179 570   | 159 867   | 148 654   |
| Жовтневий               | 177 979 | 210 884 | 172 879   | 194 286   | 172 002   | 168 021   |
| Індустріальний          | -       | 76 431  | 112 186   | 136 532   | 134 924   | 131 496   |
| Кіровський              | 78 900  | 135 454 | 109 240   | 97 275    | 72 013    | 64 989    |
| Червоногвардійський     | 137 863 | 147 556 | 149 521   | 131 356   | 123 022   | 117 984   |
| Ленінський              | 136 543 | 150 732 | 164 965   | 180 149   | 162 451   | 169 756   |
| Самарський              | -       | -       | 73 006    | 89 961    | 80 157    | 77 092    |
| Дніпропетровськ         | 661 547 | 862 100 | 1 066 016 | 1 177 897 | 1 065 008 | 1 029 507 |

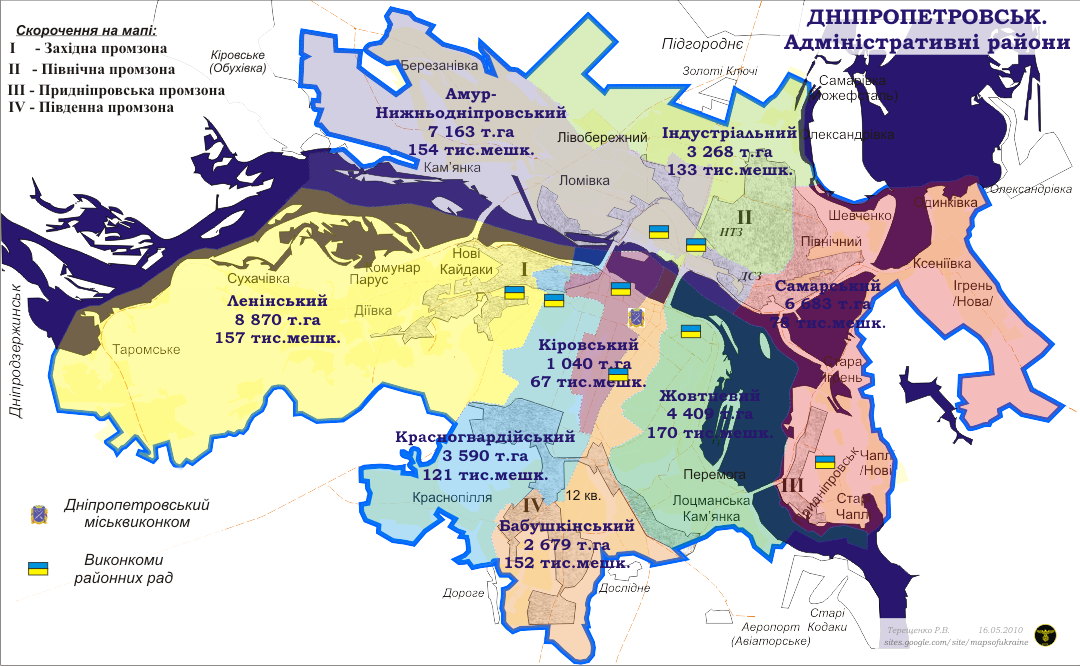
Адміністративний поділ Дніпра

Піл час декомунізації в Україні, низка адміністративних районів Дніпра була перейменована відповідно до Закону України № 317-VIII «Про засудження комуністичного та націонал-соціалістичного (нацистського) тоталітарних режимів в Україні та заборону пропаганди їхньої символіки».
- Бабушкінський район → Шевченківський
- Жовтневий район → Соборний
- Кіровський район → Центральний
- Красногвардійський (Червоногвардійський) район → Чечелівський
- Ленінський район → Новокодацький

Станом на 1 січня 2022 року чисельність населення в Дніпрі становила 968 тисяч 502 осіб.
В Амур-Нижньодніпровському районі проживає 146 тис. 113 осіб; Індустріальному — 127 тис. 327; Новокодацькому — 164 тис. 354; Самарському — 72 тис. 102; Соборному — 167 тис. 311; Центральному — 59 тис.993; Чечелівському — 115 тис. 641; Шевченківському — 143 тис. 517; смт Авіаторське — 2 тис. 477.
м. Дніпро поновив статус міста-мільйонника, коли до нього приєднали Авіаторське.

## Статево-вікова структура
За статтю у місті переважали жінки, яких за переписом 2001 року налічувалося 584 569 осіб (54,1 %), тоді як чоловіків 496 277 (45,9 %). Середній вік населення Дніпропетровська становив 40,8 років. Середній вік чоловіків на 4,5 років менше ніж у жінок (38,4 і 42,9 відповідно). У віці молодшому за працездатний знаходилося 164 108 осіб (15,2 %), у працездатному віці — 673 042 осіб (62,3 %), у віці старшому за працездатний — 243 696 осіб (22,5 %).
Станом на 1 січня 2014 року статево-віковий розподіл населення Дніпропетровська був наступним:
|             | чоловіки | жінки   | всього  |
| ----------- | -------- | ------- | ------- |
| 0-14        | 67 653   | 63 834  | 131 487 |
| 15-64       | 330 252  | 371 957 | 702 209 |
| 65 і старше | 49 754   | 101 930 | 151 684 |

## Національний склад
Національний склад населення Дніпропетровська за даними переписів, %
|          | 1926 | 1939 | 1959 | 1989 | 2001 |
| -------- | ---- | ---- | ---- | ---- | ---- |
| українці | 36,0 | 54,6 | 61,5 | 62,5 | 72,6 |
| росіяни  | 31,6 | 23,4 | 27,9 | 31,0 | 23,5 |
| євреї    | 26,8 | 17,9 | 7,6  | 3,2  | 1,0  |
| білоруси | 1,9  | 1,9  | 1,7  |      | 1,0  |

Згідно з опитуваннями, проведеними USAID у 2017 році, українці становили 82% населення міста, а росіяни - 13%.

## Мовний склад
Рідна мова населення Дніпра за даними переписів, %
|            | 1897 | 1926 | 1989 | 2001 |
| ---------- | ---- | ---- | ---- | ---- |
| українська | 15,8 | 20,4 | 41,7 | 46,5 |
| російська  | 41,8 | 63,8 | 57,0 | 53,1 |
| єврейська  | 35,4 | 13,0 | 0,1  | -    |

Рідна мова у районах Дніпропетровська та населених пунктах міськради за переписом 2001 , %
|                             | українська | російська | вірменська |
| --------------------------- | ---------- | --------- | ---------- |
| Амур-Нижньодніпровський р-н | 52,6       | 46,6      | 0,1        |
| Шевченківський р-н          | 41,9       | 57,0      | 0,1        |
| Соборний р-н                | 39,4       | 59,5      | 0,1        |
| Індустріальний р-н          | 42,1       | 57,2      | 0,2        |
| Центральний р-н             | 37,0       | 61,9      | 0,1        |
| Чечелівський р-н            | 47,0       | 51,9      | 0,3        |
| Новокодацький р-н           | 53,3       | 45,4      | 0,6        |
| Самарський р-н              | 51,7       | 47,5      | 0,2        |
| Таромське                   | 88,5       | 11,0      | 0,04       |
| Дніпро                      | 46,5       | 52,5      | 0,2        |

Українська мова є єдиною офіційною мовою міста.
Згідно з опитуванням, проведеним USAID у 2017 році, українською вдома розмовляли 9 % населення міста, російською — 63 %, обома мовами в рівній мірі — 25 %.
Згідно з опитуванням, проведеним Міжнародним республіканським інститутом у квітні-травні 2023 року, українською вдома розмовляли 27 % населення міста, російською — 66 %.
Згідно з опитуванням, проведеним Міжнародним республіканським інститутом у квітні-травні 2024 року, українською вдома розмовляли 63 % населення міста, російською — 85 % (на відміну від опитування 2023 року було дозволено вибір кількох варіантів).